# Seznam jezer v Kanadě
Jezera v Kanadě (anglicky jezero - lake, francouzsky jezero - lac).

## Tabulka největších jezer
Tabulka obsahuje přehled přírodních jezer v Kanadě s plochou přes 1000 km² (bez přehrad nádržích v Kanadě).
| Pořadí | Jezero                 | Provincie a teritoria   | Rozloha (km²) | Délka (km) | Odtok                                     |
| ------ | ---------------------- | ----------------------- | ------------- | ---------- | ----------------------------------------- |
| 1.     | Michigan-Huron         | Ontario                 | 36 351        | 710        | řeka sv. Kláry (povodí řeka sv. Vavřince) |
| 2.     | Velké Medvědí jezero   | Severozápadní teritoria | 31 080        | 373        | Velká Medvědí řeka (povodí Mackenzie)     |
| 3.     | Hořejší jezero         | Ontario                 | 29 847        | 616        | řeka sv. Marie (povodí řeka sv. Vavřince) |
| 4.     | Velké Otročí jezero    | Severozápadní teritoria | 27 200        | 480        | Mackenzie                                 |
| 5.     | Winnipežské jezero     | Manitoba                | 23 553        | 425        | Nelson                                    |
| 6.     | Erijské jezero         | Ontario                 | 12 722        | 388        | Niagara (povodí řeka sv. Vavřince)        |
| 7.     | Ontarijské jezero      | Ontario                 | 9969          | 311        | řeka sv. Vavřince                         |
| 8.     | Athabasca              | Alberta, Saskatchewan   | 7920          | 335        | Velká Otročí řeka (povodí Mackenzie)      |
| 9.     | Sobí jezero            | Manitoba, Saskatchewan  | 6330          | 245        | Sobí řeka                                 |
| 10.    | Winnipegosis           | Manitoba                | 5403          | 245        | Water Hen (povodí Nelson)                 |
| 11.    | Nettilling             | Nunavut                 | 5051          | 113        | Koukdjuak                                 |
| 12.    | Nipigon                | Ontario                 | 4843          | 116        | Nipigon (povodí řeka sv. Vavřince)        |
| 13.    | Manitoba               | Manitoba                | 4706          | 225        | Dofin (povodí Nelson)                     |
| 14.    | Dubawnt                | Nunavut                 | 3833          |            | Dubawnt                                   |
| 15.    | Lesní jezero           | Ontario, Manitoba       | 3149          | 110        | Winnipežská řeka (povodí Nelson)          |
| 16.    | Amadjuak               | Nunavut                 | 3115          |            |                                           |
| 17.    | Melville               | Newfoundland a Labrador | 3069          |            |                                           |
| 18.    | Wollaston              | Saskatchewan            | 2681          |            |                                           |
| 19.    | Mistassini             | Québec                  | 2335          |            |                                           |
| 20.    | Nueltin                | Manitoba, Nunavut       | 2279          |            |                                           |
| 21.    | Jižní Indiánské jezero | Manitoba                | 2247          |            |                                           |
| 22.    | Baker                  | Nunavut                 | 1887          |            |                                           |
| 23.    | Yathkyed               | Nunavut                 | 1449          |            |                                           |
| 24.    | Kríjské jezero         | Saskatchewan            | 1434          |            | Cree                                      |
| 25.    | Champlain              | Québec                  | 1269          | 180        | Richelieu (řeka)                          |
| 26.    | Malé Otročí jezero     | Alberta                 | 1168          |            |                                           |